# Ian Walker (zeiler)

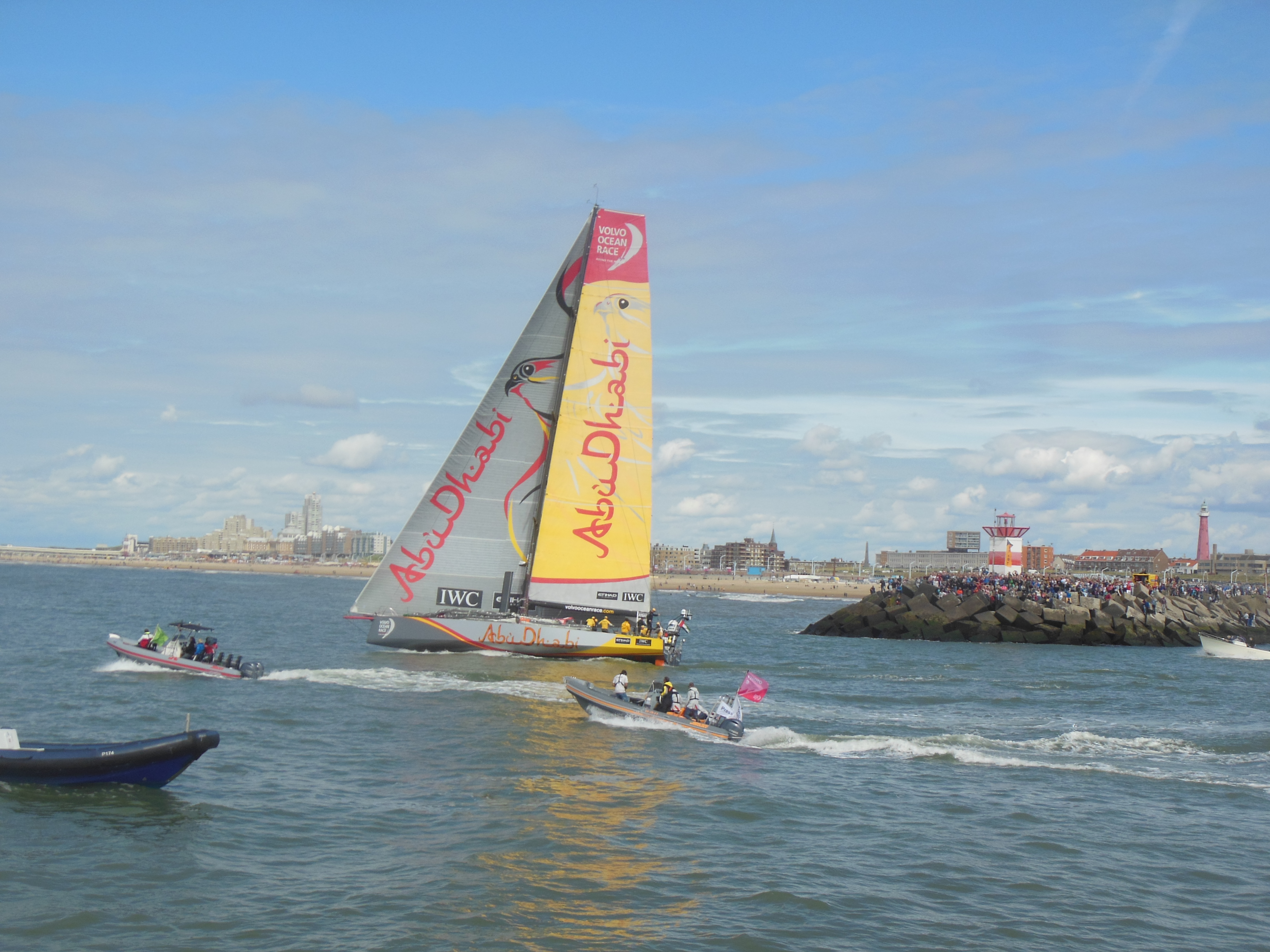
Walker's jacht Abu Dhabi Ocean Racing in 2015

Ian Walker (Worcester, 25 februari 1970) is een Britse zeiler. Hij heeft twee zilveren Olympische medailles gewonnen, nam deel aan de America's Cup en won in 2014-15 de Volvo Ocean Race.

## Olympische Spelen
Op de Olympische Spelen van 1996 in Atlanta veroverde Walker de zilveren medaille in de 470-klasse met zijn zeilpartner John Merricks. Tijdens de Olympische Spelen van 2000 in Sydney won Walker opnieuw een zilveren medaille, dit keer in de Star-klasse met Mark Covell. Verder coachte hij Shirley Robertson naar goud in de Yngling op de spelen van 2004 in Athene.

## America's Cup
In 2001 en 2002 was Walker schipper van de Britse deelnemer GBR 52 in de America's Cup. In 2007 nam Walker opnieuw deel aan de America's Cup als tacticus van het Italiaanse team +39 Challenge.

## Volvo Ocean Race
Walker was in de Volvo Ocean Race 2008-2009 de schipper van de Chinees-Ierse deelnemer Green Dragon. Het team eindigde als vijfde in het eindklassement. Walker keerde terug in de Volvo Ocean Race van 2011-2012 als schipper van Abu Dhabi Ocean Racing waarmee hij opnieuw als vijfde eindigde. In de Volvo Ocean Race 2014-2015 was Walker schipper van dezelfde Abu Dhabi Ocean Racing, waarmee hij de race won.